# Chaniers
Chaniers är en kommun i departementet Charente-Maritime i regionen Nouvelle-Aquitaine i västra Frankrike. Kommunen ligger  i kantonen Saintes-Est som ligger i arrondissementet Saintes. År 2022 hade Chaniers 3 634 invånare.

## Befolkningsutveckling
Antalet invånare i kommunen Chaniers
Referens:INSEE

## Galleri

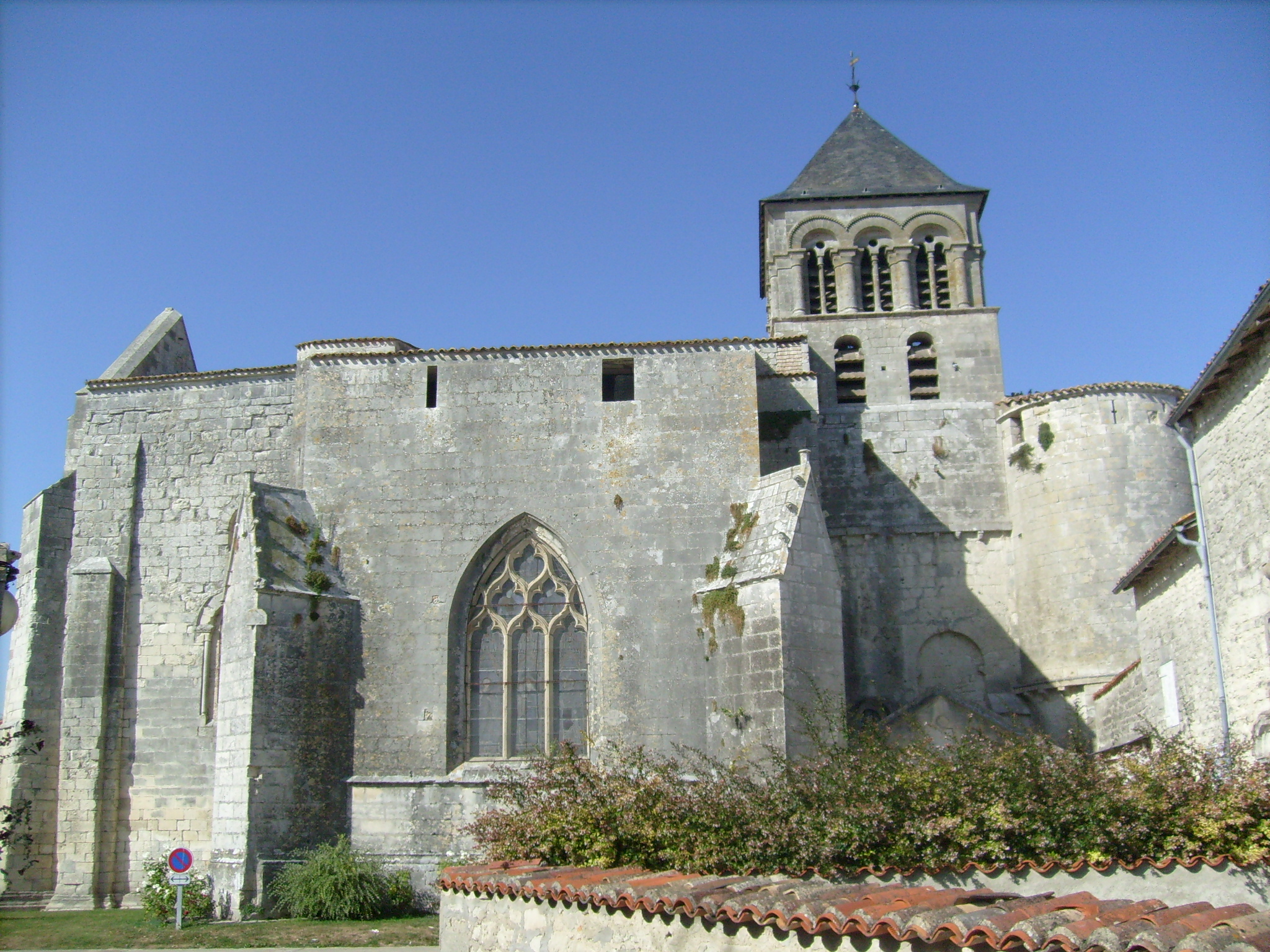
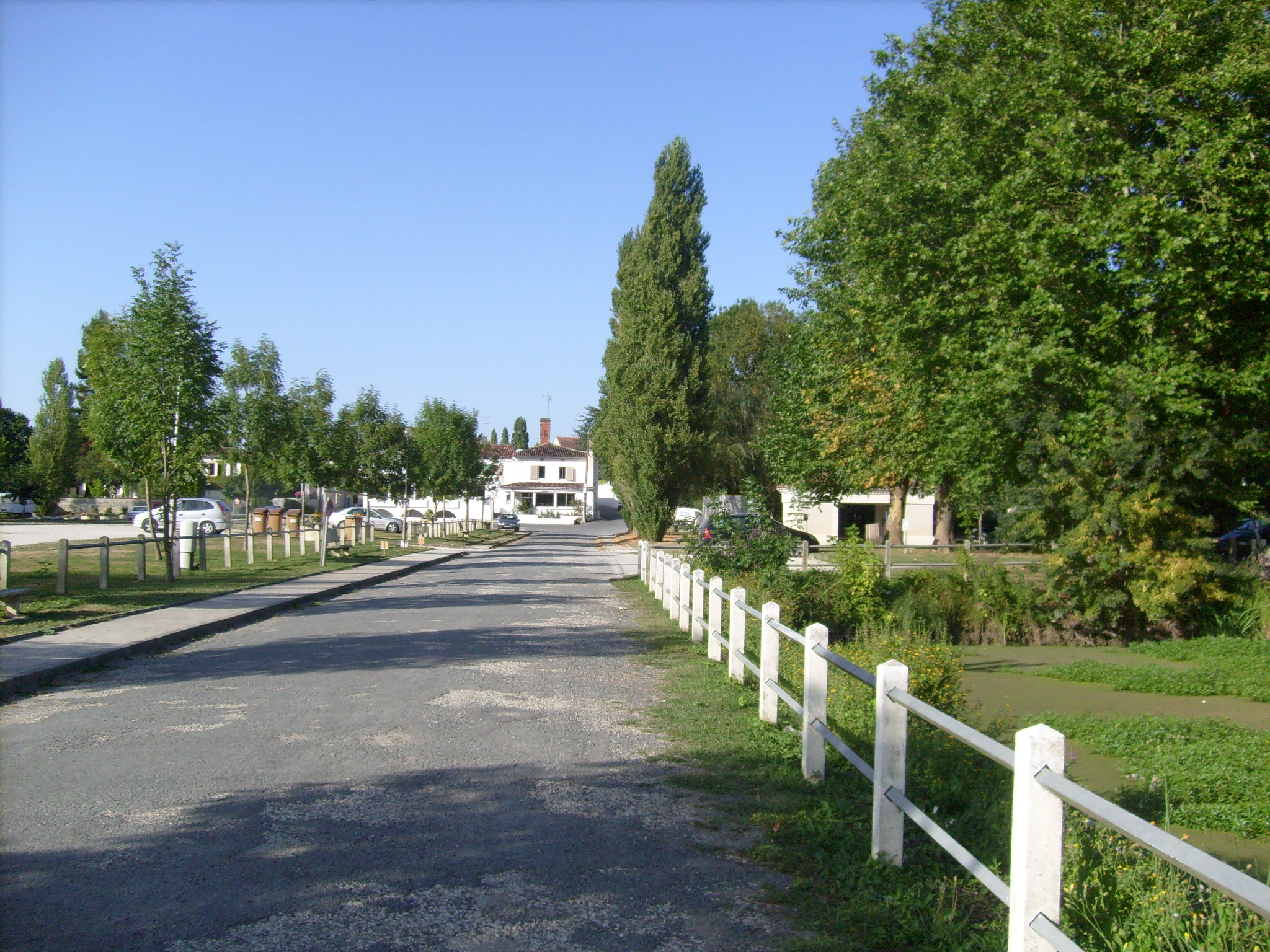
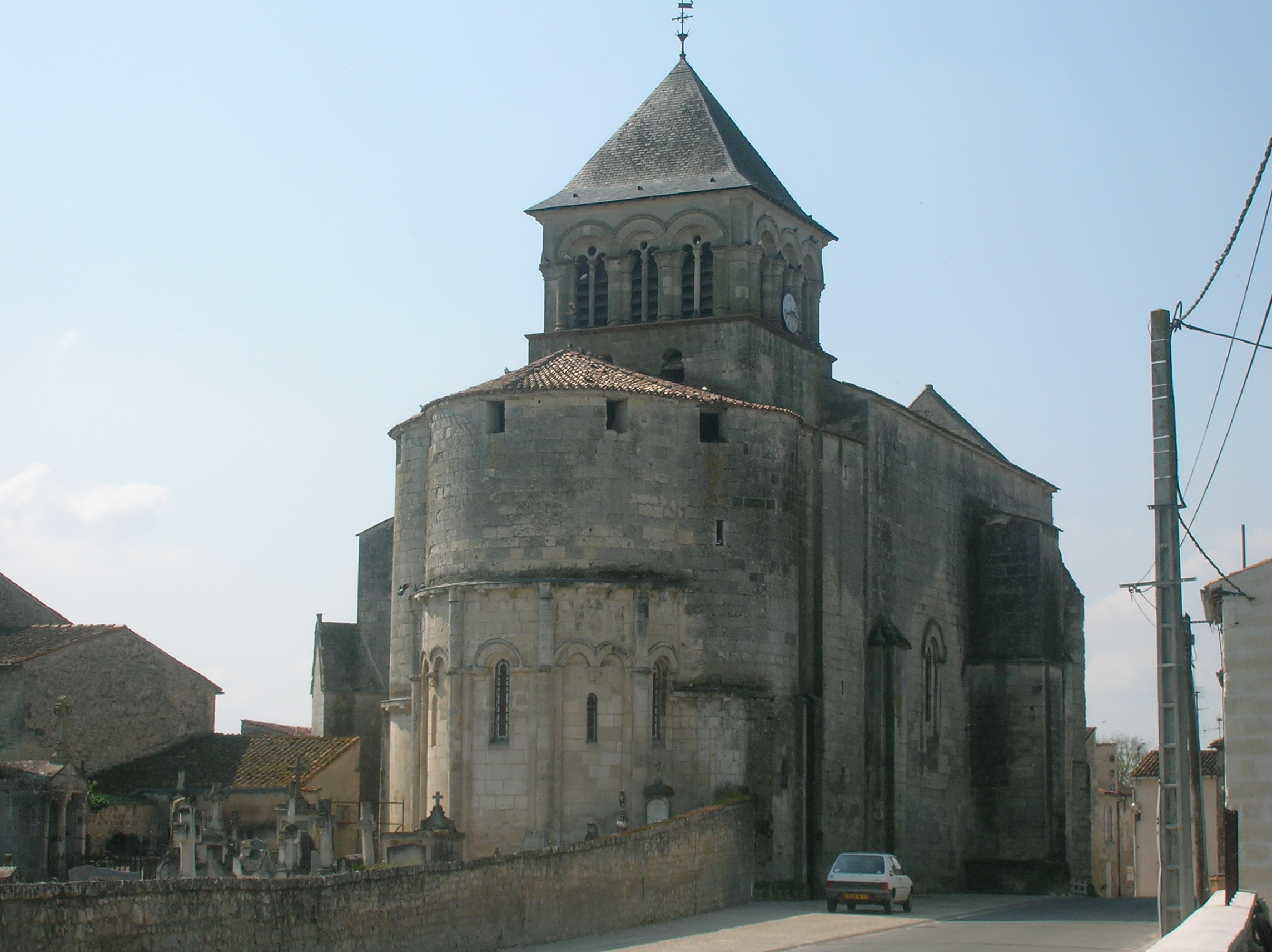
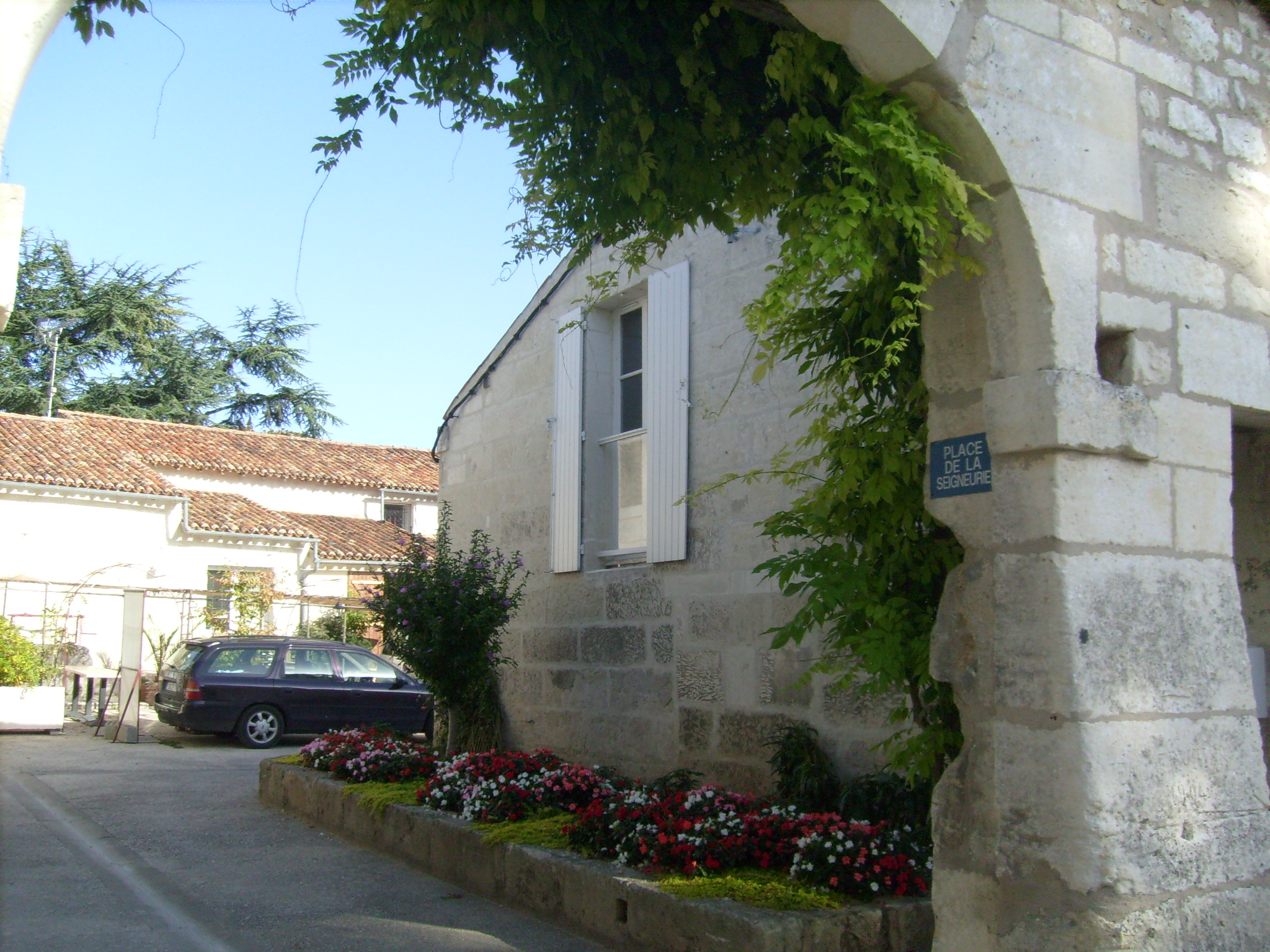